# 和銅鉱泉
和銅鉱泉（わどうこうせん）は、埼玉県秩父市黒谷（武蔵国）にある温泉。場合によって、秩父七湯に数えられることもある。

## 泉質
- アルカリ性単純硫黄冷鉱泉
  - 泉温 10.5℃

## 温泉地
秩父の山あいに位置。国道140号と横瀬川に挟まれた土地に一軒宿の「ゆの宿　和どう」が存在。日帰り入浴可能。

## 歴史
開湯時期は不詳。しかし、武田信玄が和銅鉱山を採掘された頃から開業しているため、500年近い歴史を有する。古くから、地元民が眼や傷を癒していた。そのため、薬師の湯と言われている。

## アクセス
- 秩父鉄道秩父本線和銅黒谷駅より、徒歩10分。
- 関越自動車道花園ICから国道140号経由、車で約45分。